# Baumschere

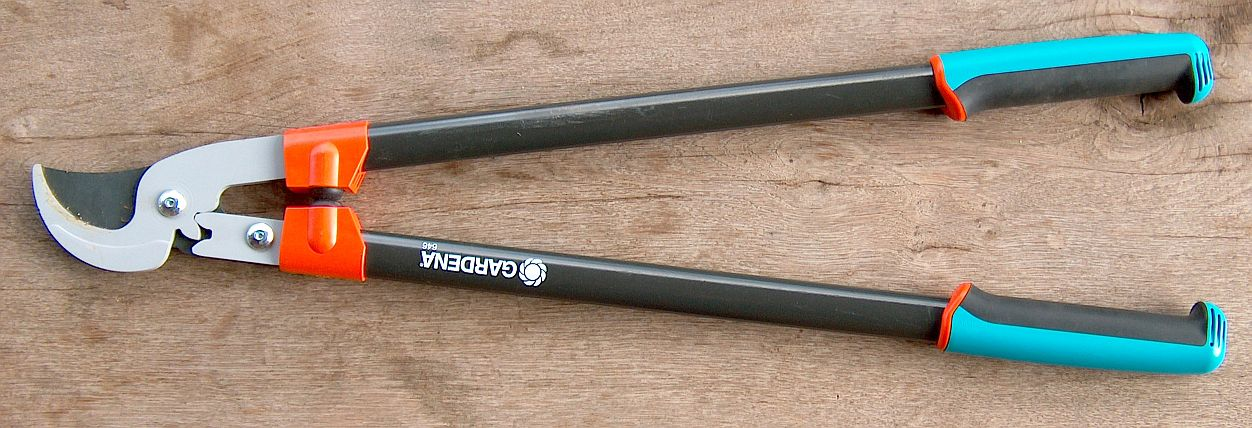
Astschere von Gardena

Eine Baumschere, auch Astschere, ist eine lange Schere, mit der man Äste bis zu einer Dicke von 8 cm abschneiden kann. Sie hat zwei lange Griffe (Länge ca. 50 bis 65 cm).

## Beschreibung
Einige Baumscheren haben eine Teleskopstange, die bis zu einer Länge von zwei Metern ausgefahren werden kann, um höher liegende Äste eines Baumes zu erreichen.
Bei Baumscheren unterscheidet man grundsätzlich zwischen Bypass- und Amboss-Astscheren. Bypass-Scheren sind Scheren, bei denen die beiden Klingen aneinander vorbei gleiten, dies ermöglicht einen glatteren Schnitt.  Bei Amboss-Scheren trifft  die Klinge hingegen auf eine glatte Metalloberfläche. Diese Scheren können mit einem reduzierten Kraftaufwand betätigt werden. 
Baumscheren mit Teleskopstange, auch Raupenschere genannt, funktionieren nach dem sogenannten „Seilzugsystem“. Dabei wird die Schneide an einen Ast gelegt und mit Hilfe eines Seiles betätigt, damit der Ast abgeschnitten wird. Da sich Baumscheren wie jedes Schneidwerkzeug mit der Zeit abnutzen, sind sie regelmäßig zu säubern und zu schärfen.
Als nächstkleineres Gartengerät wird in der Regel die Rebschere verwendet. 

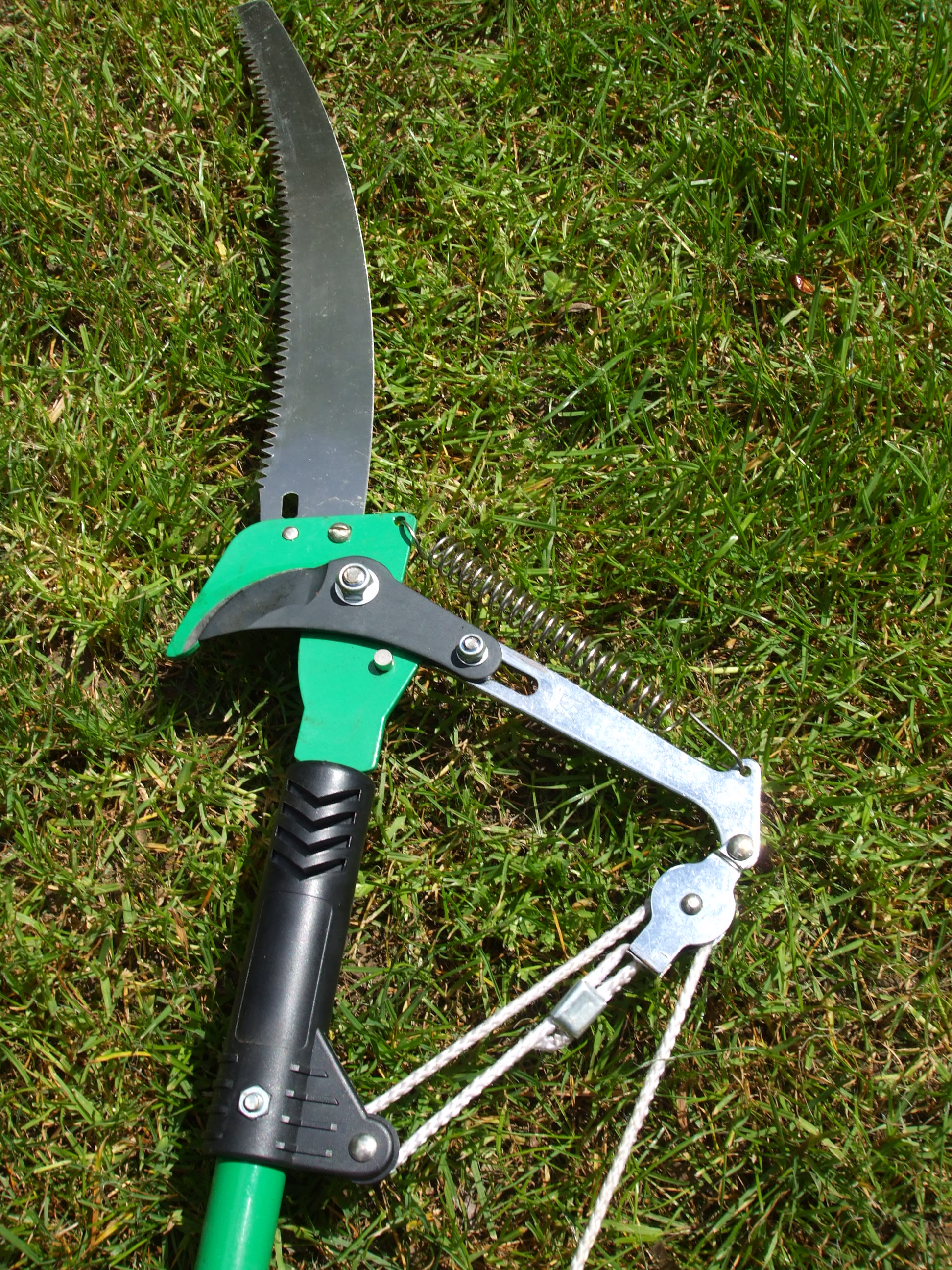
Astschere mit Seilzug
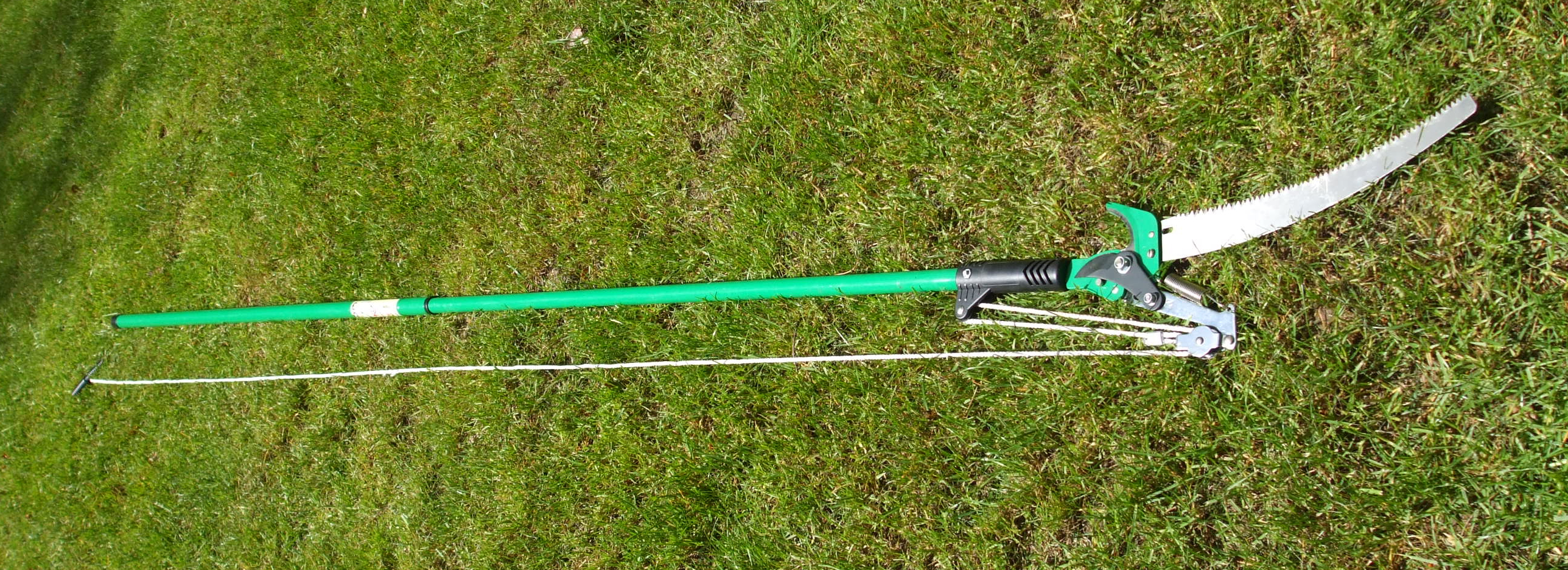
Teleskopstange mit Astschere und Astsäge